# Sultanato do Egito
O Sultanato do Egito (em árabe: السلطنة المصرية) foi um protetorado criado pelo Reino Unido, que conquistou estes territórios ao Império Otomano.

## História
A oposição à interferência europeia nos assuntos do Egito resultou no surgimento de um movimento nacionalista que se uniu e se espalhou após a intervenção e ocupação militar britânica de 1882. As causas imediatas do que é conhecido pelos egípcios como a Revolução de 1919, no entanto, foram as ações britânicas durante a Guerra Mundial. Primeira Guerra Mundial que causou muitas dificuldades e ressentimentos. Especificamente, incluíam a compra de algodão da Grã-Bretanha e a requisição de forragens a preços abaixo do mercado, o recrutamento forçado de cerca de 500 000 camponeses na Grã-Bretanha do Trabalho e o Corpo de Transporte de Camelos do Egito na Força Expedicionária do Egito, e o uso do país como base e uma guarnição habitada por tropas britânicas, australianas e outras. Após a guerra, o Egito sentiu os efeitos adversos da alta dos preços e do desemprego.
Quando a guerra terminou, os nacionalistas começaram a pressionar novamente os britânicos pela independência. Além de outras razões, os egípcios foram influenciados pelo presidente americano Woodrow Wilson, que defendia a autodeterminação de todas as nações. Em setembro de 1918, o Egito deu os primeiros passos em direção à formação de uma wafd, ou delegação, para expressar suas demandas por independência na Conferência de Paz de Paris. A ideia de uma horda se originou entre membros proeminentes do Partido Umma, incluindo Lutfi como Sayyid, Saad Zaghlul, Muhammad Mahmud Pasha, Ali Sharawi e Abd al Aziz Fahmi.